# Dholki

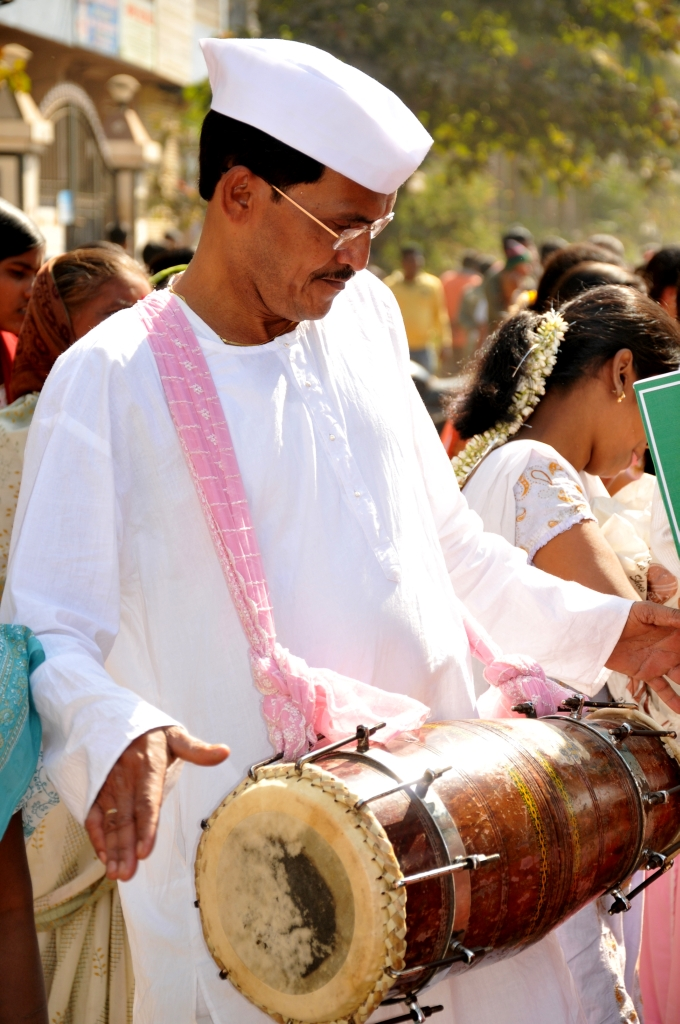
Moderne dholki mit Spannschrauben bei einer Prozession in Mumbai, Maharashtra.

Dholki, ḍholki („kleine dholak“), ist eine zweifellige Fasstrommel, die zur Gruppe der dholak und der größeren dhol gehört und in der nordindischen Volksmusik bei Prozessionen, zur Begleitung religiöser Lieder und von Unterhaltungstheatern gebraucht wird. Manchmal werden die Trommelnamen dholak und dholki im Austausch verwendet, üblicherweise bezeichnet dholki gegenüber der großen dholak von Madhya Pradesh (Zentralindien) kleinere Varianten im westindischen Bundesstaat Maharashtra und im östlichen Bundesstaat Jharkhand.

## Herkunft und Verbreitung
In der auf Sanskrit und Tamil verfassten altindischen Literatur zu Musik stehen Hunderte von Namen für Trommeln, die sich entweder auf die Form, die Verwendung, ob sie eine bestimmte oder unbestimmbare Tonhöhe produzieren oder auf eine allgemeine Eigenschaft beziehen. Die wichtigsten Trommeln waren, schriftlichen Quellen zufolge, im 1. Jahrtausend v. Chr. neben der dundubhi – eine Kriegstrommel, möglicherweise eine Kesseltrommel – zweifellige Fasstrommeln, die seit der Jahrtausendwende in Musikszenen auf zahlreichen Reliefs von Stupas und Tempeln abgebildet sind. Das in der Überlieferung am häufigsten genannte Wort für die zweifellige Fasstrommel ist mridangam, wie heute allgemein die Gruppe der indischen Doppelkonustrommeln und im Besonderen die in der klassischen Musik Südindiens gespielten Trommeln genannt werden.

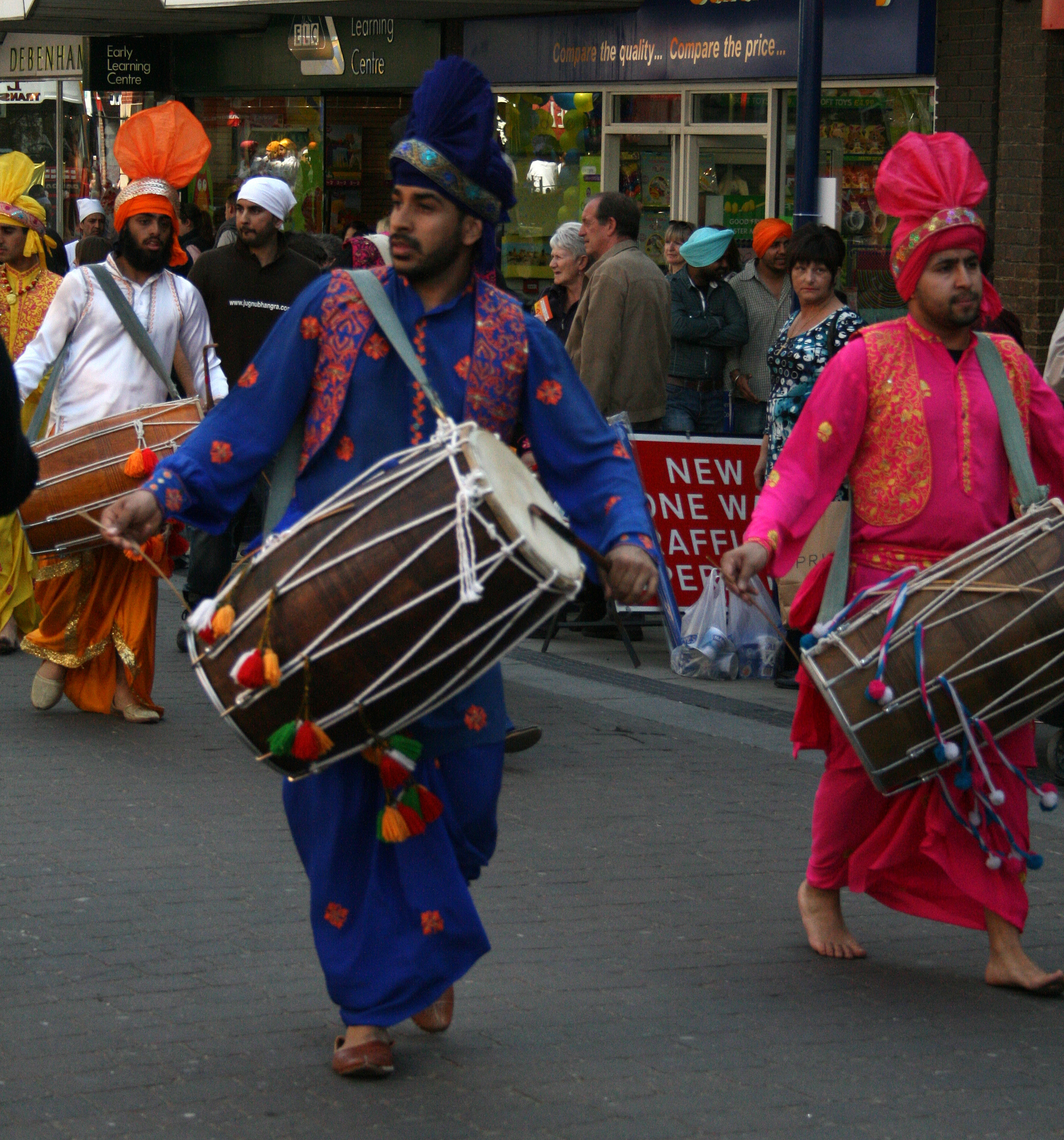
Prozession von dhol-Spielern der Sikhs in Kent (England) beim Erntedankfest Vaisakhi, einer Tradition aus dem Punjab.

Die am weitesten in ganz Nordindien verwendeten Namen für Zylindertrommeln und Fasstrommeln, die mit beiden Händen oder mit der rechten Hand und einem Stock in der linken Hand geschlagen werden, sind von der großen Fasstrommel dhol abgeleitet. Eine kleinere Fasstrommel ist die dholak und eine etwas kleinere oder neuere Variante der dholak ist die dholki. Zu diesem Wortumfeld gehörende Trommeln werden im Unterschied zu manchen Doppelkonustrommeln (neben der mridangam in Südindien besonders die nordindische pakhawaj) heute nicht in der klassischen, sondern ausschließlich in der religiösen oder unterhaltenden Volksmusik gespielt. Der Hauptgrund ist, dass die dhol-/dholak-/dholki-Trommeln nicht in einer klaren Tonhöhe wie die Doppelkonustrommeln erklingen, was eine notwendige Erfordernis für die klassische Musik darstellt. Die Doppelkonustrommeln werden quer vor dem am Boden sitzenden Musiker platziert, die Gruppe der dhol werden ebenfalls im Sitzen gespielt oder im Stehen mit einem Trageband vor dem Bauch gehalten. Dhol ist mit Persisch duhul und Türkisch davul verwandt, ebenso mit dhavul und tavil in Südindien und mit daula oder davula in Sri Lanka. Das sprachliche Verbreitungsgebiet erstreckt sich nordwestlich bis in den Kaukasus (Zylindertrommel doli in Georgien). Charakteristisch für diesen Trommeltyp ist in allen Regionen das Zusammenspiel mit einem Doppelrohrblattinstrument. Zum Wortumfeld gehören ferner Sanduhrtrommeln in anderen musikalischen Kontexten wie die dhadd im Punjab und die dhak in Rajasthan. Dhak bezeichnet auch eine sehr große Fasstrommel in Westbengalen.
Im nordindischen Bundesstaat Uttarakhand ist dholki die regionale Bezeichnung für die große Fasstrommel dhol mit zwei etwa gleich großen Membranen aus Ziegenhaut. Sie wird am Boden liegend oder mit einem Tragegurt über der Schulter hängend entweder mit zwei Stöcken oder beidseitig mit den flachen Händen geschlagen. Die dortigen dholki-Spieler verwenden außerdem die kleine kupferne Kesseltrommel dhamu. Alain Daniélou nennt diese dholki-Spieler als Beispiel für eine niedrigstehende Kaste von Dorfmusikern („Dholak“), deren Betätigungsfeld – mit Vorliebe die Begleitung von Hochzeitsumzügen – strikt von demjenigen der Hurkiya getrennt ist. Die Hurkiya sind eine andere Musikerkaste: umherziehende, berufsmäßige Barden, die mit ihrer Sanduhrtrommel hurka epische Lieder vortragen. Musikerkasten betreuen meist mehrere Dörfer in ihrem Umkreis, wo sie zu Veranstaltungen bestellt und bezahlt werden.
Unabhängig von der gelegentlichen Vermischung der Trommelnamen bezeichnet allgemein dhol eine große und laut klingende Fasstrommel, die (mit der großen Kesseltrommel tassa) bei Prozessionen in einem reinen Trommelensemble oder zusammen mit Blechblasinstrumenten gespielt wird, während dholak für kleinere Trommeln zur Gesangsbegleitung steht. Dholki genannte Trommeln werden in beiden musikalischen Formen verwendet.

## Bauform und Spielweise

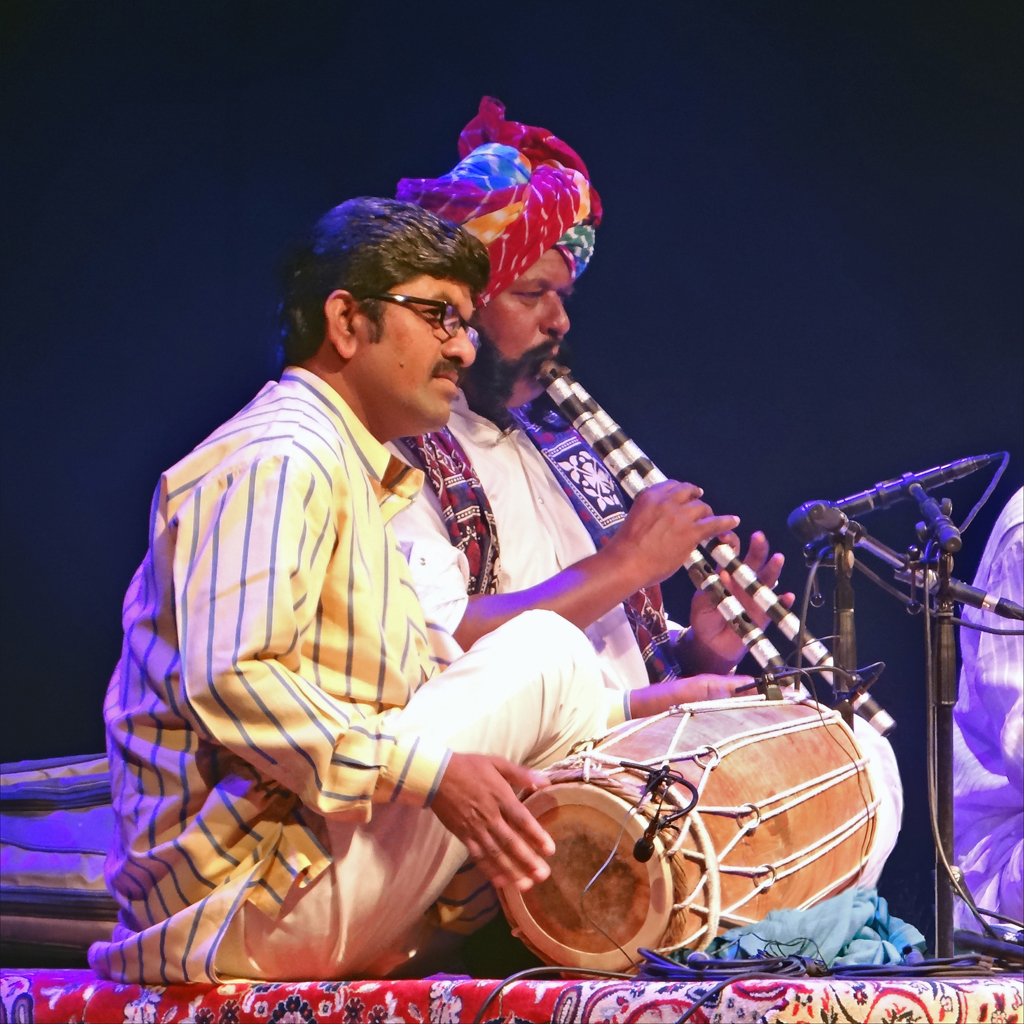
Die Verspannung der abgebildeten dholak entspricht dem Typ der herkömmlichen, westindischen dholki. Musiker der Langa, einer Ethnie in Rajasthan, mit der Doppelflöte satara.

Die dholki besteht aus einem 40 bis 50 Zentimeter langen, leicht bauchigen Korpus, der aus einem Holzstamm herausgearbeitet wurde. Die beiden Enden sind gleich groß mit 20 bis 24 Zentimeter Durchmesser. Die Hautmembranen (pudi) werden über feste Hautringe gezogen und mit dicken Baumwollkordeln V-förmig gegeneinander verspannt. An der rechten Seite führen die Schnüre durch Metallringe, die verschoben werden können, um die Spannung zu justieren. Die sich durch die Ringe ergebende Y-förmige Verspannung ist seit dem 17. Jahrhundert auf Fasstrommeln in Musik- und Tanzszenen rajputischer Miniaturmalereien zu sehen. Auf der linken Membran (dhumma) befindet sich in der Mitte ein runder Flecken Stimmpaste (syahi) aus Harz oder einer Reismehlmischung, um den Ton gegenüber der rechten Membran (chaati) zu senken. Klang und Tonhöhe beider Membranen sind dadurch auch bei Instrumenten mit gleichen Durchmessern unterschiedlich. Dholki mit diesen Merkmalen, die auch als dholak bezeichnet werden, kommen im zentralen und nordwestlichen Indien und in Pakistan vor. In Pakistan gehören sie zum Begleitensemble des religiösen Gesangsstils Qawwali und dienen besonders Frauen für die häusliche Unterhaltungsmusik. Sie werden von den Musikern im Schneidersitz waagrecht auf den Beinen oder davor am Boden liegend gespielt. Auf der linken, tieferen Membran produziert der Spieler einen nachklingenden Schlag mit der offenen Hand oder einen gedämpften Schlag mit der flachen Hand. Für die variationsreicheren Klänge der rechten Membran werden die Finger in der Nähe des Randes oder an der Kante aufgeschlagen.

### Maharashtra
Eine kleinere Version der dholak ist die an der westindischen Küste in Maharashtra und Goa gespielte dholki oder nal. Die Länge des wenig ausgebauchten, annähernd zylindrischen Korpus beträgt etwa 40 Zentimeter bei 25 Zentimetern Durchmesser. Auf der linken Membran wird anstelle der schwarzen Stimmpaste auf der Innenseite eine Harzmischung (dholak masala) aufgebracht. Von einem Schnurring an der linken Membran verläuft die V-förmige Verspannung zur rechten Membran, die über einen vorstehenden Eisenring gezogen ist. Die beiden unterschiedlich fixierten Membranen bestehen aus Ziegenhaut. Jeweils zwei Spannschnüre werden für die gewünschte Tonhöhe gegeneinander verdreht und durch eingeschobene Holzpflöcke fixiert. Moderne dholki besitzen eine Reihe von Spannschrauben, die an einem Metallring befestigt sind und mit denen die auf einen am Rand überstehenden Metallring gezogenen Trommelfelle mit Hilfe eines Gabelschlüssels gespannt werden können. Im Handel sind dholki mit einem Tragegriff in der Mitte des Korpus.
Der Spieler trägt die dholki an einer Schnur um den Hals oder über der Schulter und schlägt mit der flachen Hand auf die linke und mit einem Stock auf die rechte Membran. Die dholki wird bei Prozessionen an Jahresfesten und in Tempeln gespielt. Sie gehört in Maharashtra zur Begleitmusik des leichten Gesangs- und Tanzstils Lavani und des Volkstanztheaters Tamasha. In vielen Lavani-Liedern wird die Gesangsstimme durch einen Unisono-Chor im Hintergrund, den Bordunton einer Shrutibox und rhythmisch durch eine tabla unterstützt, in der Liedgattung dholkici bari sorgt stattdessen die tuntune für den Bordun und die dholki für den Rhythmus. Beim Tamasha wirken außer der dholki die kleine einfellige Trommel halgi, Zimbeln (manjiras) und die Zupftrommel tuntune, bei größeren Ensembles noch die halbkreisförmige Naturtrompete tutari mit. Über Tamasha, Lavani und andere populäre Tanzstile und Liedgattungen in Maharashtra gelangte die dholki in die Filmmusik von Bollywood. Einer der bekanntesten Spieler einer Maharashtra-dholki ist Vijay Chavan.
Im Panchavadyam („Fünf Instrumente“), einem zeremoniellen Tempelorchester in Goa übernimmt die dholki eine führende Rolle, während im gleichnamigen Orchester in Kerala stattdessen die zweifellige Doppelkonustrommel madhalam gespielt wird. Des Weiteren ist in Goa der religiöse Gesangsstil dholki bhajan bekannt. Laut Charles Russel Day (1891) war die dholki Ende des 19. Jahrhunderts besonders bei Frauen des zentralindischen Dekkan-Hochlands beliebt. Mit dholki bezeichnete Day eine wesentlich kleinere Trommel als die dhol und als dholuk und dak Trommeln, die in der Regel größer als die dhol sind.
Eines der Jahresfeste, an dem Prozessionen mit Musikgruppen stattfinden, ist das Frühlingsfest Holi. Die Bhil, eine westindische Volksgruppe, spielen zu den Tänzen an Holi die Trommeln dhol und dholki, jhanj (Zimbeln), pavri (Blasinstrument aus Kalebassen) und ghunghru (Glöckchen). In Maharashtra wird die dholki von zahlreichen Adivasi-Gruppen gespielt. Die Gamit im nordwestlichen Maharashtra und in angrenzenden Gebieten von Gujarat zünden an Holi ein Feuer an, das fünf bis sieben Tage am Brennen gehalten wird. Nachts tanzen sie um das Feuer, begleitet von dhol, dholki und als Melodieinstrument der Bambusflöte bansuri. Das Fest dient auch der Partnersuche für die Jugendlichen. In der Umgebung von Sawantwadi im Süden von Maharashtra gehört die dholki zur Begleitmusik des Schattenspiels Chamadyache bahulya, das nur von einigen Mitgliedern der Thakar-Gemeinschaft aufgeführt wird.

### Jharkhand

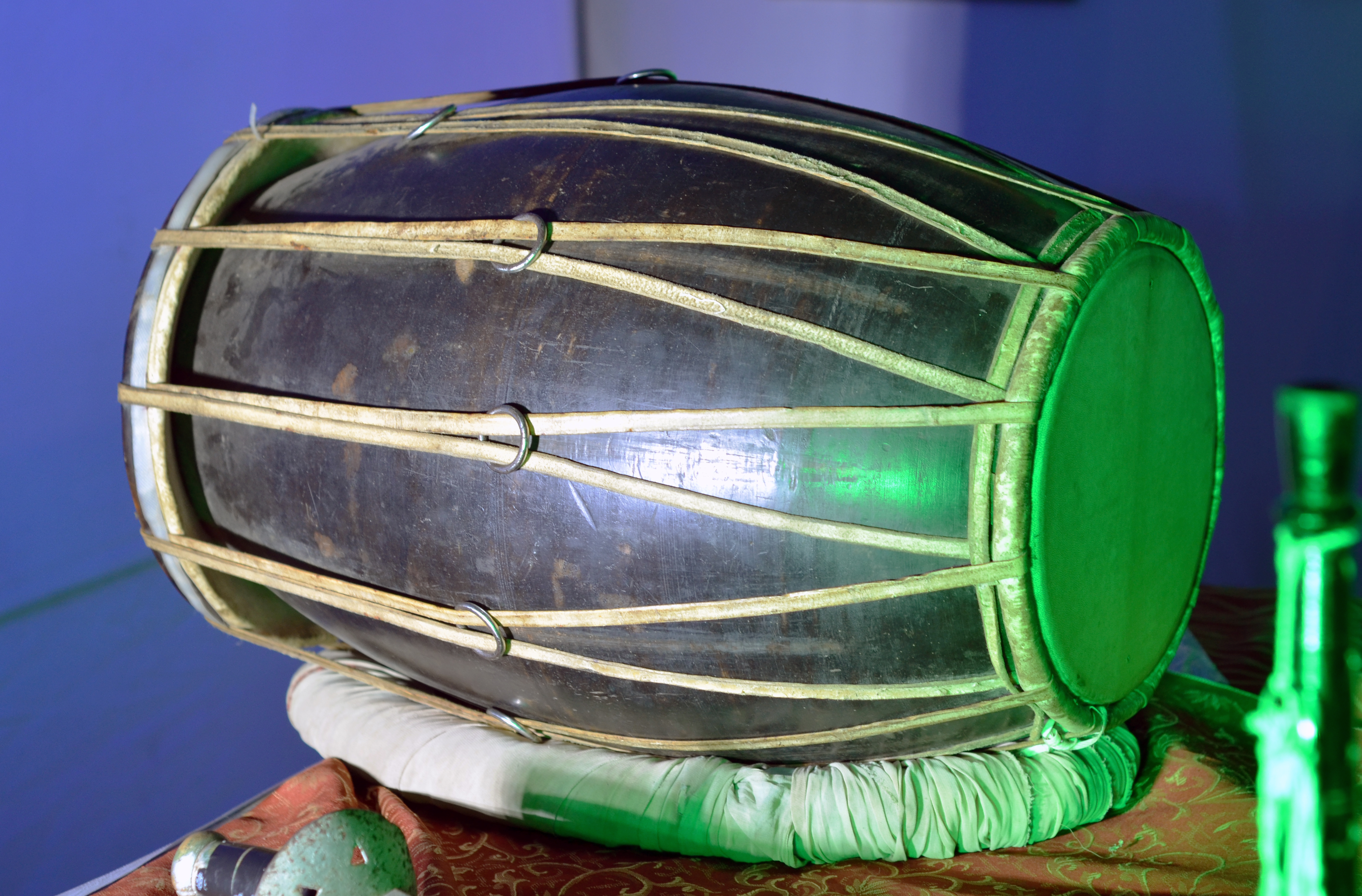
Dhola, regionalsprachlich für dhol oder dholki, die beim Chhau-Tanztheater in Odisha verwendet wird. Breiter Eisenring an der rechten Seite.

Eine weitere Version der dholki, auch dhulki oder dulki, kommt im östlichen Nordindien im ehemaligen Süden des Bundesstaates Bihar, dem heutigen Bundesstaat Jharkhand vor, wo sie unter anderem von den Munda und anderen Adivasi-Gruppen gespielt wird. Die Länge des verbreitetsten dholki-Typs mit einem fassförmigen oder in einigen Fällen annähernd zylindrischen Korpus aus dem Holz des Jackfruchtbaums variiert zwischen 50 und 65 Zentimeter, bei Membrandurchmessern zwischen 25 und 29 Zentimeter. Fassförmige dholki sind in der Mitte bis zu einem Durchmesser zwischen 35 und 45 Zentimeter ausgebaucht. Die bei den Munda dhulki genannte Fasstrommel hat etwa 28 Zentimeter Durchmesser an der linken Membran, die aus kräftiger Kalbshaut besteht, und 25 Zentimeter Durchmesser an der rechten Membran aus feinerer Ziegenhaut. Die linke Membran erhält durch eine außen aufgebrachte, eisenpulverhaltige Stimmpaste einen tieferen Klang. Zusätzlich ist an der Innenseite beider Membranen eine Paste aus gekochtem Reismehl und Öl mehrlagig aufgetragen. Durch Verschieben von Metallringen zwischen zwei benachbarten Spannschnüren wird die Tonhöhe eingestellt. Die üblicherweise nur von Männern gespielte dhulki hängt an einem um den Hals geschlungenen Leder- oder Stoffband waagrecht vor dem Körper und wird links mit einem Stock und rechts mit der Hand geschlagen. Die Trommelschläge lassen sich mit Silben (bol) wiedergeben, die jedoch im Unterschied etwa zu den bol bei der tabla nicht eindeutig festgelegt sind.
Die nicht von Adivasis gespielte dholki (oder dhol) wird neben der großen Kesseltrommel dhamsa und dem einzigen Melodieinstrument, der Kegeloboe mohori in Bihar und Westbengalen zur Begleitung des Tanztheaters Chhau eingesetzt. Die beim Chhau verwendete dholki besitzt an der rechten Seite einen Eisenring, um den die Membran gespannt ist, der vier bis fünf Zentimeter seitlich über den Korpusrand hinausragt. In der Volksmusik von Jharkhand wird die dholki außerdem in einem Ensemble gespielt, zu dem die Kesseltrommel nagara und die zweifellige konische Trommel karah gehören und das Volkslieder und Tänze begleitet. Ein Tanz, bei dem mehrere Frauen zur Begleitung von Trommeln untergehakt in einer Reihe tanzen, ist der mardana jhumar („Männer-jhumar“). Domkach ist ein Zeremonialtanz, den Frauen der Familie des Bräutigams im Gebiet von Chota Nagpur (Jharkhand) bei Hochzeiten aufführen, wenn die Prozession des Bräutigams (baraat) das Elternhaus verlassen und sich zum Haus der Braut aufgemacht hat. Die Frauen sind nunmehr unter sich und unterhalten sich in der Folgezeit mit Kreistänzen. Gelegentlich wird die dholki auch solistisch und zur rhythmischen Begleitung kleiner Chöre verwendet.
Zu den Siedlungen der Munda kam die dhulki vermutlich durch Vermittlung benachbarter Volksmusiker, die keinen Adivasi-Gruppen angehörten. Zu Beginn des 20. Jahrhunderts war die dhulki auch in entlegeneren Munda-Dörfern verbreitet und diente bei Festveranstaltungen zur Begleitung von Gruppentänzen und Gesängen. Das lautstarke Trommelorchester bestand neben der dhulki aus der großen Fasstrommel dumang, dem damals wichtigsten Musikinstrument des Tanzensembles, der Kesseltrommel nagara, der konischen Trommel karah (Mundari rabaga) und den Zimbeln cua. Um die Mitte des 20. Jahrhunderts übernahm die dhulki die führende Rolle von der dumang, sodass heute einer der dhulki-Spieler als Leiter der Gruppe auftritt. Bei einer Prozession können auch mehrere dhulki mitwirken. Üblicherweise spielen eine dhulki und eine dumang zur Begleitung von Liedern. Im Unterschied zur großen Kesseltrommel nagara, die wegen ihrer symbolischen Bedeutung bei den Munda zum Gemeinschaftseigentum gehört, sind die dhulki meist Eigentum der Musiker.
Beim identitätsstiftenden Jahresfest Karma führen die Munda den Tanz karam susun auf, an dem jede Altersgruppe der Dorfgemeinschaft teilnimmt. Die langsamen Bewegungen im Halbkreis werden von dhulki, nagara (Kesseltrommel), kortal (ein Schüttelidiophon wie die chimta), jhanj (Zimbeln), basori (Flöte, bansuri), sarangi (Streichinstrument) und Harmonium begleitet. Weitere Trommeln sind die einfellige rubak und die lange Röhrentrommel dhak. Die Trommelspieler gehören nicht zu den Munda, sondern stammen aus einer Dalit-Gruppe. Früher wurde der Rhythmus für die Tänze einzig von der zylindrischen Trommel mundar (mandar, mandra) aus Holz oder Ton erzeugt. Chitik ist eine besondere, nur von Männern ausgeführte Tanzform des Karam susun, bei dem die Akteure die großen Musikinstrumente, zu denen neben Trommeln auch das Harmonium gehören, zwischen ihren gebeugten Knien halten und sich so gegenüber einer Reihe von Frauen vor- und zurückbewegen.